# Куликов В'ячеслав Онуфрійович
В'ячеслав Онуфрійович Куликов  (25 серпня 1915, село Нестерварка Подільської губернії, тепер Вінницької області — 6 січня 2005, місто Москва, Російська Федерація) — радянський господарський діяч, директор Ждановського металургійного заводу імені Ілліча в 1963—1969 роках. Депутат Верховної ради РРФСР 11-го скликання. Кандидат технічних наук (1971). Герой Соціалістичної Праці (22.03.1966).

## Біографія
Народився в родині вчителів. Закінчив сім класів школи. З 1930 по 1932 рік навчався в фабрично-заводському училищі (ФЗУ) при Макіївському металургійному заводі імені Кірова.
У 1932—1939 роках працював на Сталінському (Донецькому) металургійному заводі стругальником, креслярем, конструктором. Одночасно навчався і в 1938 році закінчив Донецький індустріальний інститут у місті Сталіно, здобув фах інженера-металурга (сталеплавильника).
З 1939 по 1946 рік працював майстром, помічником начальника з ремонту та заступником начальника мартенівського цеху Сєровського металургійного заводу Свердловської області РРФСР. Член ВКП(б) з 1943 року.
У 1946 році був направлений на відновлення заводу «Запоріжсталь» Запорізької області
У 1947—1952 роках — заступник начальника та начальник мартену (мартенівського цеху) Макіївського металургійного заводу імені Кірова Сталінської області. У 1952—1959 роках — головний інженер Макіївського металургійного заводу імені Кірова Сталінської області.
У 1959—1963 роках — головний інженер і директор Карагандинського металургійного заводу в Теміртау Казахської РСР. У 1963 році працював в раді народного господарства.
З вересня 1963 по грудень 1969 року — директор Ждановського металургійного заводу імені Ілліча Донецької області.
Указом Президії Верховної Ради СРСР від 22 березня 1966 року за видатні успіхи, досягнуті у розвитку чорної металургії, Куликову В'ячеславу Онуфрійовичу присвоєно звання Героя Соціалістичної Праці з врученням ордена Леніна та золотої медалі «Серп і Молот».
У грудні 1969—1973 роках — заступник міністра чорної металургії Української РСР.
У 1973—1981 роках — заступник голови, в 1981—1987 роках — 1-й заступник голови Державного комітету СРСР з матеріально-технічного постачання (Держпостачу СРСР). Автор низки друкованих праць та винаходів.
З 1987 року — персональний пенсіонер союзного значення. Проживав у Москві.
Помер 6 січня 2005 року. Похований на Троєкуровському цвинтарі Москви.

## Нагороди і премії
- Герой Соціалістичної Праці (22.03.1966)
- два ордени Леніна (19.07.1958, 22.03.1966)
- орден Жовтневої Революції (25.08.1971)
- три ордени Трудового Червоного Прапора (26.12.1952, 26.12.1973, 23.08.1985)
- два ордени Червоної Зірки (31.03.1945, 5.10.1946)
- медаль «За трудову доблесть» (5.05.1949)
- медалі
- Лауреат премії Ради міністрів СРСР (1976)